# Ik ben blij dat ik je niet vergeten ben
Ik ben blij dat ik je niet vergeten ben is een nummer uit 1975 van kleinkunstenaar Joost Nuissl, dat op single verscheen. Het nummer komt van zijn studioalbum Ja, nee en samen. In de hitparades bleek het een eendagsvlieg voor Nuissl. De plaat gaat over de behouden liefde voor een vroegere geliefde. Nuissl schreef het nummer in de tijd dat hij in het Limburgse Broekhuizenvorst woonde en vroeg de plaatselijke fanfare Vorster Kapel om hem te begeleiden. Het Dameskoor Broekhuizenvorst nam de achtergrondzang voor zijn rekening. Het arrangement is van Nard Reijnders uit Broekhuizenvorst.
Ik ben blij dat ik je niet vergeten ben werd later ook gezongen door Benny Neyman, Guus Meeuwis en Dana Winner. Het nummer was voorts te horen in 't Vrije Schaep in 2009, gezongen door Loes Luca, Pierre Bokma en Marc-Marie Huijbregts. In 2011 zongen Ali B en Brownie Dutch een rapversie tijdens de uitreiking van de Televizierring. Ook in het Ketnet-programma #LikeMe van de Vlaamse Televisie komt het nummer aan bod, ingezongen door onder meer Janine Bischops.
Joost Nuissl kwam voort uit de stal van Herman van Veen, vandaar dat op het platenlabel van Polydor HH werd afgedrukt (Harlekijn). Op de B-kant is Harry Sacksioni te horen, ook uit de club rond Herman van Veen.
De plaat was op donderdag 10 april 1975 Alarmschijf bij de TROS op Hilversum 3. Na het stoppen van Radio Veronica per 31 augustus 1974, haalde de TROS als A-omroep de tipplaat, Tipparade en de Top 40 per 3 oktober 1974 naar Hilversum 3. De plaat werd vervolgens een grote hit en bereikte de 7e positie in de Nederlandse Top 40 en de 6e positie in de Nationale Hitparade.
In België behaalde de plaat géén notering in beide Vlaamse hitlijsten.

## Hitnoteringen
De plaat bereikte de 6e positie in de Nationale Hitparade. De plaat was tot 2013 standaard vertegenwoordigd in de jaarlijkse NPO Radio 2 Top 2000, met als hoogste notering de 609e positie in 2000.

### Nederlandse Top 40
De plaat werd op donderdag 10 april 1975 verkozen tot Alarmschijf op de TROS-donderdag op Hilversum 3 en werd ook veelvuldig gedraaid.
| Positie: | 20 | 11 | 7 | 7 | 10 | 13 | 27 | 34 | uit |

### Nationale Hitparade
| Positie: | 21 | 13 | 8 | 6 | 9 | 20 | uit |

### NPO Radio 2 Top 2000
| Nummer met noteringen in de NPO Radio 2 Top 2000 | '99  | '00 | '01  | '02  | '03  | '04  | '05  | '06  | '07  | '08  | '09  | '10  | '11  | '12  |
| ------------------------------------------------ | ---- | --- | ---- | ---- | ---- | ---- | ---- | ---- | ---- | ---- | ---- | ---- | ---- | ---- |
| Ik ben blij dat ik je niet vergeten ben          | 1121 | 609 | 1000 | 1157 | 1100 | 1090 | 1164 | 1090 | 1123 | 1100 | 1656 | 1397 | 1464 | 1730 |

1. ↑  Een vetgedrukt getal geeft de hoogste notering aan.
2. ↑  Deze tabel is bijgewerkt tot en met de laatste editie (2024).